# Kapsa gracilis
Kapsa gracilis är en insektsart som beskrevs av Irena Dworakowska 1981. Kapsa gracilis ingår i släktet Kapsa och familjen dvärgstritar. Inga underarter finns listade i Catalogue of Life.